# Конвой SO-904 (листопад 1943)
Конвой SO-904 (листопад 1943) — японський конвой часів Другої світової війни, проведення якого відбувалось у листопаді 1943 року.
Конвой сформували на заході Каролінських островів у важливому транспортному хабі Палау, а місцем призначення був Рабаул на острові Нова Британія — головна передова база японців, з якої провадились операції на Соломонових островах та сході Нової Гвінеї. До складу конвою SO-904 увійшли рятувальне судно «Хозу-Мару», транспорти «Рюко-Мару» (Ryuko Maru), «Тасманія-Мару» та «Кензан-Мару». Існують дані, що «Рюко-Мару» вело на буксирі здатне до занурення судно постачання № 6. Ескорт складався з мисливців за підводними човнами CH-37 та CH-38.
19 листопада 1943 року судна вийшли з Палау та попрямували на південний схід. Уранці 25 листопада в районі дещо більше ніж за 300 км на північ від островів Адміралтейства конвой зазнав атаки підводного човна Albacore. Йому вдалося торпедувати й потопити «Кензан-Мару», при цьому загинуло 7 членів екіпажу.
28 листопада конвой прибув до Рабаула.
Можна також відзначити, що в жовтні 1943 року між Палау та Рабаулом вже пройшов конвой із таким самим ідентифікатором SO-904.